# Kerben, Kirgizistan
Kerben (ryska: Караван) (äldre Karavan) är en distriktshuvudort i Kirgizistan.   Den ligger i distriktet Aksyjskij Rajon och oblastet Zjalal-Abad Oblusu, i den västra delen av landet, 280 km sydväst om huvudstaden Bisjkek. Kerben ligger 1 307 meter över havet och antalet invånare är 14 141.
Terrängen runt Kerben är varierad. Runt Kerben är det ganska glesbefolkat, med 24 invånare per kvadratkilometer. Det finns inga andra samhällen i närheten. Trakten runt Kerben består i huvudsak av gräsmarker.